# جیکوب ام اپل
جیکوب اِم اَپِل (به انگلیسی: Jacob M. Appel) (زاده ۲۱ فوریه ۱۹۷۳)، نویسنده، اخلاق زیستی‌شناس و منتقد اجتماعی آمریکایی است که عمده شهرتش به دلیل نوشتن فیلمنامه و داستان کوتاه و همچنین دیگر نوشته‌هایش در باره اخلاق، اهدای عضو، اوتانازی و اخلاق شناسی عصبی(Neuroethics) می‌باشد.

## تحصیلات
جیکوب در برانکس برنیا آمد و در نیویورک و کنتیکت بزرگ شد. او از یک خانواده یهودی است. در سال ۱۹۹۵ از از دانشگاه براون در دو رشته ادبیات آمریکایی و انگلیسی و همچنین تاریخ فارغ التحصیل شد.